# Тавахнина
Тавахнина — река на северо-западе Камчатского края в России.
Длина реки 16 км. Протекает по территории Пенжинского района Камчатского края. Впадает в Охотское море.
Название в переводе с корякского Тавгайӈын — «место заготовки травы».

## Данные водного реестра
По данным государственного водного реестра России относится к Анадыро-Колымскому бассейновому округу.
По данным геоинформационной системы водохозяйственного районирования территории РФ, подготовленной Федеральным агентством водных ресурсов:
- Код водного объекта в государственном водном реестре — 19100000112120000055222